# ريك كناب
ريك كناب (بالإنجليزية: Rick Knapp)‏ هو لاعب كرة قاعدة أمريكي، ولد في 11 ديسمبر 1961.